# Sportsko penjanje
Sportsko penjanje je disciplina koja se razvila iz alpinizma, a opisuje je slobodno savladavanje penjačkih smerova bez korišćenja tehničke opreme za penjanje, već se oprema koristi za sprečavanje eventualnih padova. Za razliku od alpinizma, smisao sportskog penjanja je savladavanje što težih detalja stene „slobodnom tehnikom“ bez obzira na visinu uspona. Sportsko penjanje praktikuje se na takozvanim sportskim smerovima, karakterističnim prvenstveno po svojoj maloj dužini (8-30 metara) i unapred postavljenim sigurnim međuosiguračima, najčešće ekspanzivnim klinovima u malim razmacima, čime sportski smerovi (kao i sportsko penjanje uopšte) postaju daleko sigurniji u odnosu na klasične alpinističke smerove.
Međunarodna federacija sportskog penjanja (IFSC) danas ima 91. članicu sa pet kontinenata:
Afrika – 6, Azija – 22, Evropa – 43, Okeanija – 4, Pan-Amerika - 16

## Istorija sportskog penjanja
Nastaje kao očekivani razvoj već dugo prisutnog penjanja na „suve“ stene u okviru alpinističkih uspona, te savladavanje sve težih detalja „suve“ stene. Popularizacijom slobodnog penjanja 1980-ih godina, povećava se težnja za slobodno ispenjavanje dotad nezamislivih težina, a uvođenjem ekspanzivnih klinova omogućava se lakše i sigurnije penjanje ploča, prevesa i stropova. To otvara nove i šire mogućnosti penjanja smerova na suvoj steni, za razliku od klasičnih smerova koji su dotada uglavnom pratili pukotine i bili ispresecani mnogim prečnicama, zbog lakšeg postavljanja klinova i ostale opreme za osiguravanje od pada.
Vrlo brzo se počinju organizovati i prva takmičenja, čijim dolaskom slobodno penjanje postaje zaseban sport i počinje se nazivati sportsko penjanje.
Predsednik Međunarodne federacije sportskog penjanja je Marko Maria Skolaris. Prva takmičenja u penjanju vezuju se za period Sovjetskog saveza i 1940. godinu. Sve do 1980. godina, učešće u ovim nadmetanjima uglavnom su uzimali sovjetski penjači. Godine 1985. u Italiji, nedaleko od Torina, Andrea Meljano, italijanski akademik i Emanuel Casara, sportski novinar, organizovali su događaj pod nazivom "SportRoccia", na kojem su učešće uzeli najbolji penjači.. Bilo je to prvo organizovano takmičenje, koje je pokrenulo novu eru modernog sportskog penjanja. Veliki broj gledalaca bio je zadivljen trijumfom nemačkog sportiste Stefana Glovaca. Godine 1986. uspeh je ponovljen i sledeće godine, kada je organizovano drugo nadmetanje u sportskom penjanju na teritoriji Italije. Pobednički par u finalu došao je iz Francuske, Patrik Edlinger i Katerin Destivele. Ovom događaju prisustvovalo je 10 hiljada ljudi, kao i sedam evropskih televizijskih stanica. Potencijal sportskog penjanja naglo je rastao, a svi penjači počeli su da pokazuju interesovanje za ovaj sport. 1988. i 1989. godina Francuska federacija i Pol Braset predvode pokret koji ima za cilj da ubedi Međunarodnu federaciju za planinarenje i alpinizam, da zvanično priznaju sportsko penjanje kao sport, koje je napredovalo uvođenjem Svetske serije i Svetskog kupa. Kao rezultat toga, Braset je stvorio novu organizaciju za obuku službenih lica i donošenja pravila takmičenja. 1990. godine nekoliko velikih takmičenja organizovano je duž čitave Evrope, baš kao i u Japanu i Sjedinjenim Američkim Državama.
Ranih 90-ih godina, donesena je odluka da se internacionalna takmičenja održavaju isključivo na veštačkim zidovima. 1991. i 1992. godina prvi Svetski šampionat organizovan je u Nemačkoj, tačnije Frankfurtu. Takmičenje se sada održava na svake dve godine. Godinu dana kasnije, u Bazelu (Švajcarska), organizovan je Svetski šampionat za mlade. Veliki odziv takmičara, pokazao je veliku popularnost sportskog penjanja među mlađim naraštajima. Danas se to takmičenje održava svake godine. 1997. godine osnovana je nova organizacija, Internacionalni savet za sportsko penjanje, kreirana pod Međunarodnom federacijom za planinarenje i alpinizam. Sportsko penjanje je na taj način i zvanično priznato kao sport, a organizacija je osnovana sa ciljem da obezbedi rast i razvoj. 2000. godine sport je nastavio da se razvija i obuhvatao je 45 zemalja koje su učestvovale u zvaničnim takmičenjima. Danas, se više od 75 država takmiči u sportskom penjanju. Godine 2006. Međunarodna federacija za planinarenje i alpinizam odlučila je da okonča svoje ingerencije nad ovim sportom i podržala je osnivanje nezavisne međunarodne federacije koja će upravljati sportskim penjanjem. Iste godine, održano je prvo takmičenje u sportskom penjanju za osobe sa invaliditetom. Takmičenje je organizovano u Rusiji, a učestvovali su sportisti sa oštećenjem vida i fizičkim invaliditetom.
Dana 27. januara 2007. godine u Frankfurtu (Nemačka), osnovana je Međunarodna federacija sportskog penjanja. 10. decembra iste godine, Međunarodni olimpijski komitet je doneo odluku o privremenom priznanju ove organizacije, prihvativši sportsko penjanje u olimpijski pokret. Broj članova ove federacije danas je dostigao 90 članica, sa pet kontinenata. 12. februara 2010. godine, Međunarodna federacija sportskog penjanja je zvanično primljena u Međunarodni olimpijski komitet. Godinu dana kasnije, sportsko penjanje se našlo na listi potencijalnih sportova koji bi mogli biti uvršteni na program Olimpijskih igara 2020. godine. 2016. godine Sportsko penjanje je i zvanično uvršteno na program Olimpijskih igara u Tokiju 2020. godine, koje su zbog epidemije korona virusa odložene za 2021, zajedno sa još četiri sporta, bejzbolom, softbolom, karateom i surfom. Prva olimpijska medalja nekom takmičaru iz sportskog penjanja, dodeljena je na Olimpijskim igrama mladih u Buenos Ajresu, oktobra 2018. godine.

## Ocenjivanje u sportskom penjanju
Ocene u sportskom penjanju predstavljaju težinu penjačkog smera. U pravilu, ocenu i ime smera daje autor istog, tj. osoba koja se prvi put popela zamišljenom linijom i ekspanzivnim klinovima osigurala sportski smer za dalje penjanje. Ocene se znaju nešto razlikovati zavisno od autora smera. Postoji mnogo tablica ocenjivanja u sportskom penjanju, kao što su Francuska, SAD, Australijsko VB, UIAA tablica.
Tablica prikazuje upoređivanje ocena.
| Francuska | UIAA   | SAD   |
| --------- | ------ | ----- |
| 3         | 3      | 5.2   |
| 4a        | 4      | 5.3   |
| 4b        | 4+     | 5.4   |
| 4b+       | 5-     | 5.5   |
| 4c        | 5      | 5.6   |
| 5a        | 5+     | 5.7   |
| 5b        | 6-     | 5.8   |
| 5c        | 6      | 5.9   |
| 6a        | 6+     | 5.10a |
| 6a+       | 7-     | 5-10b |
| 6b        | 7      | 5.10c |
| 6b+       | 7-7+   | 5.11a |
| 6c        | 7+     | 5.11b |
| 6c+       | 8-     | 5.11c |
| 7a        | 8      | 5.11d |
| 7a+       | 8+     | 5.12a |
| 7b        | 8+-9-  | 5.12b |
| 7b+       | 9-     | 5.12c |
| 7c        | 9      | 5.12d |
| 7c+       | 9+     | 5.13a |
| 8a        | 9+-10- | 5.13b |
| 8a+       | 10-    | 5.13c |
| 8b        | 10     | 5.13d |
| 8b+       | 10+    | 5.14a |
| 8c        | 11-    | 5.14b |
| 8c+       | 11–11  | 5.14c |
| 9a        | 11     | 5.14d |

## Istorija sportskog penjanja na Olimpijskim igrama
Sportsko penjanje će se prvi put naći na Olimpijskim igrama, u Tokiju 2021. godine. Odluku o ubacivanju sportskog penjanja na Olimpijske igre doneo je Međunarodni olimpijski komitet 2016. godine. Takmičari će se nadmetati u muškoj i ženskoj konkurenciji, na terenima sportskog parka Aomi Urban.

## Pravila sportskog penjanja na Olimpijskim igrama
Program u sportskom penjanju na Olimpijskim igrama obuhvata nadmetanje u muškoj i ženskoj kategoriji, kroz tri discipline.
Brzo penjanje – Dva penjača nameštaju sigurnosne konopce sebi i pokušavaju da pređu zid visine 15 metara, postavljen pod uglom od 95 stepeni, brže od svog protivnika. Vreme koje je potrebno za pobedu u muškoj konkurenciji obično iznosi 5-6 sekundi, dok je u ženskom takmičenju ta granica nešto veća, 7-8 sekundi. Pogrešan start za posledicu ima diskvalifikaciju takmičara.
Bolder penjanje – U bolderingu, penjači prelaze razne rute na zidu visokom četiri metra, za četiri minuta. Rute su raznovrsne i teške, a penjačima nije dozvoljeno da vežbaju unapred. Kada penjač dohvati završno dugme na vrhu rute sa obe ruke, smatra se da je uspešno završio istu. Ukoliko takmičar padne za vreme prvog pokušaja, može ponovo probati da savlada rutu. Zidovi koji se koriste za boldering projektovani su tako da predstavljaju niz izazova, a hvataljke su male da se takmičari mogu držati samo vrhovima prstiju. Penjači moraju pažljivo planirati svaki potez, gde će staviti ruku, a gde nogu. Pri tome moraju voditi računa o vremenskom ograničenju. Potrebna je visoka psihička i fizička sprema za ovu vrstu sportskog penjanja.
Težinsko penjanje – U ovoj vrsti penjanja takmičari pokušavaju da se popnu koliko mogu na zidu višem od 15 metara, sa vremenskim ograničenjem od šest minuta. Penjači koriste sigurnosnu užad, konopac privezuju za deo opreme koja omogućava slobodno kretanje užeta. Kada penjač priveže uže za vrh zida, završio je svoju rutu. Ukoliko takmičar padne, nema ponovnih pokušaja, već se odmah zabeleži postignuta visina.
Ako više sportista završi penjanje na istoj visini, pobednik je onaj koji je to postigao uz najbrže vreme. Ova vrsta takmičenja je veoma zahtevna za celo telo, a dinamične tehnike penjanja su u prvom planu. Da bi se sprečilo da takmičari gledaju rivale kako prelaze prepreke u bolderingu i težinskom penjanju, svaki penjač je udaljen od zida, dok ne dođe njegov red. Pre polaska, ima samo nekoliko minuta da pregleda zid i putanje.

## Sportsko penjanje u Srbiji
Počeci sportskog penjanja u Srbiji datiraju od 1990. godine, kada u Beograd dolazi Slavo Gluščević, momak iz Prijepolja, koji se sa ovim sportom upoznao u Splitu. Slavovim dolaskom u Beograd okupljaju se ljubitelji ovog zanimljivog sporta. Prva organizacija koja je dobila penjačku sekciju jeste Planinarsko društvo „Avala“ iz Beograda. Prva organizovanija penjačka akcija zabeležena je u avgustu 1990. godine, posetom steni Marjan. Sportsko penjački savez Srbije (SPSS), predstavlja granski sportski savez, koji sačinjavaju klubovi osnivači, a formiran je kao udruženje građana. Osnovan je 1998. godine u Beogradu, a 2009. se spojio sa Vojvođanskim savezom. Od 2014. godine savez funkcioniše pod sadašnjim imenom. Savez je zadužen za granski sport, sportsko penjanje na veštačkoj steni. SPSS je član Sportskog saveza Srbije i Međunarodne sportsko penjačke asocijacije, finansiran je iz budžeta Republike Srbije od strane Ministarstva omladine i sporta. Sportsko penjački savez Srbije broji 15 penjačkih klubova i udruženja.
Neki od klubova sa najviše članova su:
- SK Tribe iz Beograda;
- Adrenalin iz Novog Sada;
- Granit iz Beograda;
- PK Zemun iz Beograda;
- PAEK iz Niša;

Zaključno sa 31.12.2017. SPSS je imao 323 registrovana takmičara. Savez je organizator državnog prvenstva Srbije u sportskom penjanju na veštačkim stenama – „Šampionata Srbije“ u svim zastupljenim disciplinama, kao i organizator međunarodnih takmičenja, kupova i revijalnih takmičenja u ovome sportu u Srbiji. Kao jedan od ključnih zadataka Sportsko penjačkog saveza Srbije označena je popularizacija i omasovljenje ovog sporta među omladinom i školskom decom, te na taj način njegovo približavanje široj javnosti.
U novembru 2020. godine Zavod za sport i medicinu sporta Republike Srbije, uz pomoć Ministarstva omladine i sporta, otvorio je kompleks veštačkih stena na Košutnjaku koji čine dve stene za discipline bolder, dužine 35m, dok je druga stena predviđena za težinsko, brzinsko i rekreativno penjanje. Kompleks je izgrađen sa ciljem da promoviše i razvija novu olimpijsku disciplinu, bude idealno mesto za rekreaciju, ali i da konkuriše za domaćinstvo međunarodnih takmičenja u sportskom penjanju i organizovanje priprema sportista iz naše zemlje i inostranstva. Objekat je izgrađen po standardima Međunarodne penjačke federacije (IFSC) i ispunjava uslove za sve tri discipline sportskog penjanja: težinsko penjanje, brzinsko penjanje i bolder.

## Srpski sportisti učesnici Olimpijskih igara
Staša Gejo – 25.11.1997., Niš
Stašini roditelji, Slobodan i Vesna, bivši su takmičari u sportskom penjanju. Počela je da trenira ovaj sport 2004. godine u klubu P.A.E.K. iz Niša. Danas je član nacionalnog tima Srbije u sportskom penjanju. Prvu medalju osvojila je 2006. godine u Bugarskoj, na Internacionalnom festivalu mladih. Na takmičenju u Velikom Trnovu, upravo su joj roditelji bili treneri. Kasnije je odlučeno, da Staša ode u Zapadnu Evropu, gde ima bolje uslove za trening i napredovanje u sportskom penjanju. Trenutno se nalazi na sedmom mestu svetske rang liste, za ženski boldering.
Sportsko penjanje je trebalo po prvi put da se uvrsti na Olimpijskim igrama 2020. godine u Tokiju, međutim, ono je zbog pandemije korona virusa odloženo za 2021. Iako favorit, Staša Gejo, nije uspela da se kvalifikuje.
Najveći uspesi Staše Gejo:
Treće mesto na IFSC Climbing World Championships - Innsbruck (AUT) 2018 06.09.2018. Četvrto mesto na IFSC Climbing Worldcup (B) - Hachioji (JPN) 2018 02.06.2018. Četvrto mesto na IFSC Climbing Worldcup (B,S) - Tai'an (CHN) 2018 12.05.2018. Treće mesto na IFSC Climbing Worldcup (B,S) - Chongqing (CHN) 2018 05.05.2018. Prvo mesto na European Championship (B) - Munich (GER) 2017 18.08.2017. Četvrto mesto na IFSC Climbing Worldcup (B) - Munich (GER) 2017 18.08.2017. Prvo mesto na The World Games 2017 - Wroclaw (POL) 2017 21.07.2017. Četvrto mesto na IFSC Climbing Worldcup (B) - Meiringen (SUI) 2017 	07.04.2017. Prvo mesto na female juniors boulder: European Youth Championships (B) - Langenfeld (AUT) 2016 	04.08.2016. Prvo mesto na female juniors boulder: European Youth Cup (B) - L'Argentière (FRA) 2016 26.07.2016. Prvo mesto na female juniors boulder: European Youth Cup (B) - Warsaw (POL) 2016 02.07.2016. Prvo mesto na female juniors boulder: European Youth Cup (B) - Graz (AUT) 2016 	18.06.2016.

## Zanimljivosti sa Olimpijskih igara
Međunarodna federacija sportskog penjanja u 2018. godini imala je 2500 licenciranih takmičara, od toga 40% čine žene. Srednja starost vrhunski sportista iznosi 19 godina. 25 miliona ljudi na svetu redovno se penje. Preko 460 vežbaonica za sportsko penjanje nalazi se u Nemačkoj. Penjači su uglavnom mladi, 39% je mlađe od 18 godina, ali treniraju ljudi od 60 godina i stariji. Udeo žena u penjanju je veoma visok, što nije iznenađenje, pošto ovaj sport zahteva ne samo snagu, već kontrolu tela i tehniku. Takođe, predstavlja i igru uma.. U Austriji udeo žena u penjanju je 48%, naspram muškaraca koji čine 52% sportskih penjača. U Francuskoj muškarci čine 59% penjača, dok žene sačinjavaju 41% učesnika u ovom sportu.

## Spoljašnje veze
- „Penjanje - ekstremni sportovi”. Архивирано из оригинала 02. 02. 2011. г.